# مانتین ویو (کالیفرنیا)
مانتین ویو (به انگلیسی: Mountain View)، شهری در شهرستان سانتا کلارا، ایالت کالیفرنیا در ایالات متحده آمریکا می‌باشد. شهر نام خود را از مناظر کوهستان‌های سانتا کروز گرفته‌است. بر اساس سرشماری سال ۲۰۰۰ (میلادی) جمعیت شهر معادل ۷۰٬۷۰۸ نفر برآورد شده‌است.
ایواتا در ژاپن و آسلت در بلژیک خواهرخواندهٔ مانتین ویو هستند.
ستاد گوگل در این شهر قرار دارد.